# Estrela de nêutrons negra

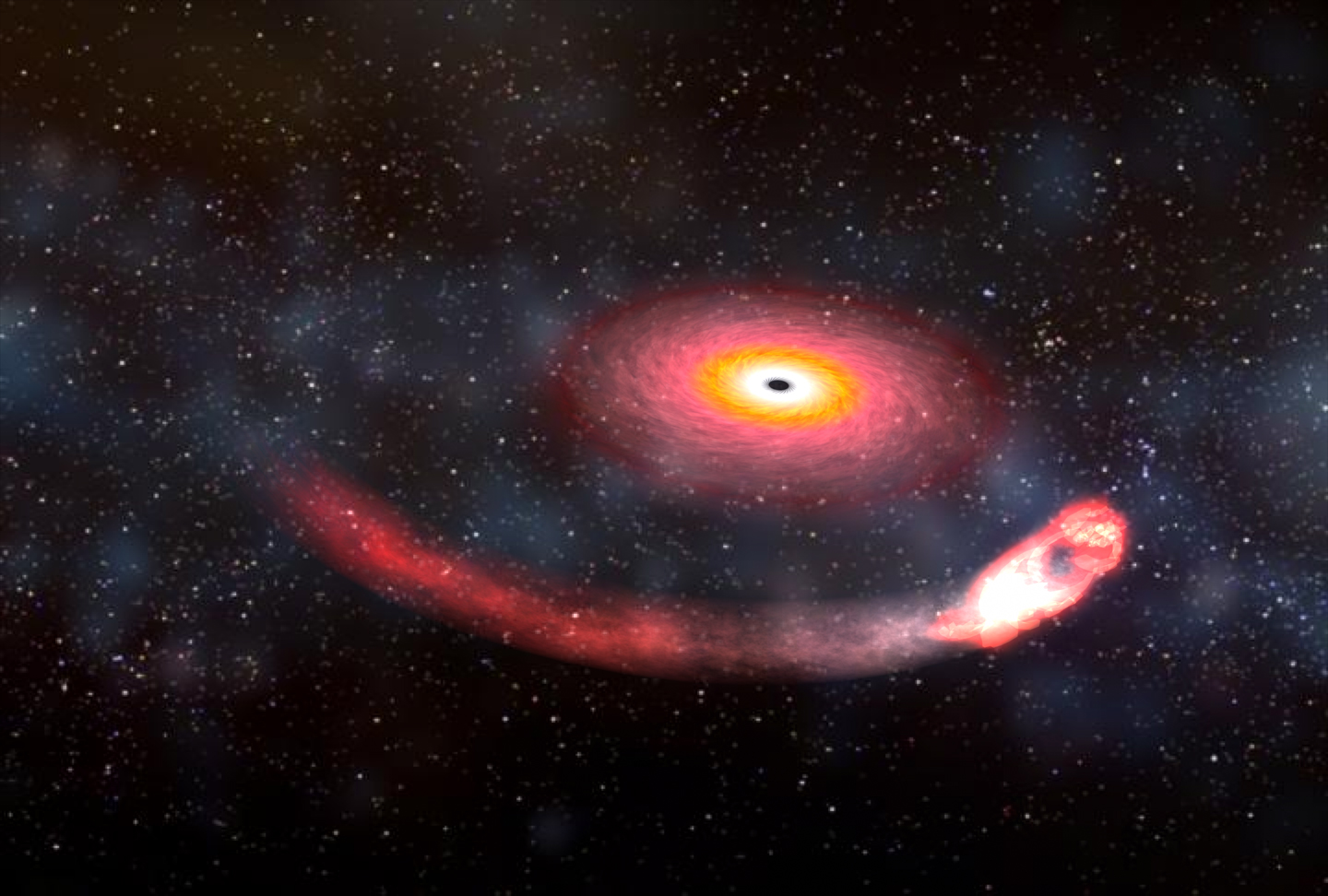
Um buraco negro que come uma estrela de nêutrons - primeiro esticando a estrela de nêutrons em um crescente, engolindo-o e engolindo migalhas da estrela quebrada nos minutos e horas que se seguiram.

Uma estrela de nêutrons  negra é uma estrela que tem uma massa maior que 2,5 massas solares e menor que 5 massas solares. Ela é mais massiva que as estrelas de nêutrons, mas tem menos massa que os buracos negros. O nome foi proposto por Trivedi Rajesh em 2015. Em seu artigo, ele afirmou que existem estrelas de nêutrons menores que o horizonte de eventos.

## Descoberta
Em agosto de 2019, os instrumentos da colaboração científica Ligo-Virgo detectaram a colisão de um buraco negro 23 vezes a massa do nosso Sol com um objeto de 2,6 massas solares a 780 milhões de anos-luz de distância. A descoberta por uma equipe de astrônomos europeus sugere uma nova classe de objetos que eram considerados impossíveis.